# Saint-Martial, Ardèche

Saint-Martial este o comună în departamentul Ardèche din sud-estul Franței. În 1 ianuarie 2022 avea o populație de 271 de locuitori.